# Єгорівська сільська рада (Роздільнянський район)
Єго́рівська сільська́ ра́да (до 1950 р. — Уварівська сільська рада) — колишня адміністративно-територіальна одиниця та орган місцевого самоврядування в Роздільнянському районі (поділ 1930-2020) Одеської області. Адміністративний центр — село Єгорівка.
Дата ліквідації сільської ради — 17 липня 2020 року.

## Загальні відомості
Єгорівська сільська рада утворена в 1950 році.
- Територія ради: 70,783 км²
- Населення ради: 2 616 осіб (станом на 2001 рік)
- Водоймища на території, підпорядкованій даній раді: Хаджибейський лиман

## Історія
Станом на 1 вересня 1946 року до складу Уварівської сільської Ради, яка була у складі Біляївського району, входили: с. Єгорівка, х. Калинівка, х. Малий, х. Михайлівка, х. Оленівка.
На 1 липня 1965 року Єгорівська сільська рада була частиною Роздільнянського району.
Станом на 1 травня 1967 року до складу Єгорівської сільської ради входили: с. Єгорівка, с. Болгарка, с. Вікторівка, с. Єлизаветівка, с. Мале, с. Одрадове (з 03.08.1976 Виноградарська сільрада, з 30.08.1989 у підпорядкуванні Єгорівській сільраді), с. Оленівка, с-ще Світлогірське, с. Хоминка, с. Христинівка.
З 19 жовтня 1976 року в підпорядкування Єгорівської сільради передані села Богнатове та Бурдівка Білчанської сільради Іванівського р-ну. 7 червня 1983 року Богнатове і Бурдівка передані до Єреміївської сільради.
На території сільради було 2 колгоспи: імені Калініна (господарський центр — Єгорівка) та імені Мічуріна (Одрадове), а також птахофабрика «Біляївська» (Болгарка).
Відповідно до розпорядження КМУ № 623-р від 27 травня 2020 року «Про затвердження перспективного плану формування територій громад Одеської області» Єгорівська сільська рада разом з Дачненською сільською радою (колишнього Біляївського району)  ввійшла до складу  Дачненської сільської громади.
17 липня 2020 року у результаті адміністративно-територіальної реформи територія Дачненської сільської громади ввійшла до складу створеного Одеського району.

## Населені пункти
Сільській раді були підпорядковані населені пункти:
- с. Єгорівка
- с. Болгарка
- с. Єлизаветівка
- с. Мале
- с. Одрадове
- с-ще Світлогірське
- с. Хоминка

## Населення
Згідно з переписом УРСР 1989 року чисельність наявного населення сільської ради становила 2602 особи, з яких 1199 чоловіків та 1403 жінки.
За переписом населення України 2001 року в сільській раді мешкали 2594 особи.

### Мова
Розподіл населення за рідною мовою за даними перепису 2001 року:
| Мова       | Відсоток |
| ---------- | -------- |
| українська | 88,91 %  |
| російська  | 9,33 %   |
| молдовська | 1,15 %   |
| білоруська | 0,23 %   |
| болгарська | 0,19 %   |
| румунська  | 0,04 %   |

## Склад ради
Рада складалася з 20 депутатів та голови.
- Голова ради:

### Керівний склад попередніх скликань
| Прізвище, ім'я, по батькові | Основні відомості                                                                             | Дата обрання | Дата звільнення |
| --------------------------- | --------------------------------------------------------------------------------------------- | ------------ | --------------- |
| Казмірчук Микола Михайлович | Сільський голова, 1950 року народження, член Соціал-демократичної партії України (об'єднаної) | 26.03.2006   | 31.10.2010      |
| Караман Ганна Петрівна      | Сільський голова, 1957 року народження                                                        | 26.10.2015   | 25.10.2020      |

Примітка: таблиця складена за даними сайту Верховної Ради України

### Депутати
За результатами місцевих виборів 2010 року депутатами ради стали:

#### За суб'єктами висування
| Суб'єкт висування | Кількість обраних депутатів | %   |
| ----------------- | --------------------------- | --- |
| Самовисування     | 20                          | 100 |

#### За округами
| № округу | Прізвище, ім'я, по батькові            | Дата визнання обраним | Освіта             | Партійна приналежність | Відомості про обраного депутата                            |
| -------- | -------------------------------------- | --------------------- | ------------------ | ---------------------- | ---------------------------------------------------------- |
| 1        | Ракул Лілія Олексіївна                 | 05.11.2010            | середня спеціальна | позапартійна           | Єгорівська сільська рада, секретар                         |
| 2        | Куріпка Тетяна Миколаївна              | 05.11.2010            | середня            | член Партії регіонів   | Єгорівська сільська рада, касир                            |
| 3        | Кривошеєв Сергій Анатолійович          | 05.11.2010            | вища               | позапартійний          | ПАО «Одеса-Авто», майстер                                  |
| 4        | Соколенко-Вінник Капітоліна Вікторівна | 05.11.2010            | середня спеціальна | позапартійна           | приватний підприємець                                      |
| 5        | Панченко Володимир Григорович          | 05.11.2010            | вища               | позапартійний          | Єгорівська амбулаторія сімейної медицини, головний лікар   |
| 6        | Кочетов Володимир Анатолійович         | 05.11.2010            | середня            | член Партії регіонів   | тимчасово не працює                                        |
| 7        | Вареньєв Олег Олегович                 | 05.11.2010            | вища               | позапартійний          | Єгорівська амбулаторія сімейної медицини, лікар-стоматолог |
| 8        | Которобай Василь Васильович            | 05.11.2010            | середня            | член Партії регіонів   | тимчасово не працює                                        |
| 9        | Бебик Микола Володимирович             | 05.11.2010            | середня            | позапартійний          | СТОВ «ІВА», головний енергетик                             |
| 10       | Сидорук Сергій Анатолійович            | 05.11.2010            | середня            | позапартійний          | приватний підприємець                                      |
| 11       | Кайсин Володимир Володимирович         | 05.11.2010            | середня спеціальна | член Партії регіонів   | Одрадівська амбулаторія, фельдшер                          |
| 12       | Шульга Світлана Вікторівна             | 05.11.2010            | середня спеціальна | член Партії регіонів   | ТОО «Юркартсервіс», директор                               |
| 13       | Малінін Сергій Германович              | 05.11.2010            | середня            | позапартійний          | тимчасово не працює                                        |
| 14       | Астрябський Олег Теодозійович          | 05.11.2010            | середня            | член Партії регіонів   | тимчасово не працює                                        |
| 15       | Солонічна Тетяна Олександрівна         | 05.11.2010            | середня            | член Партії регіонів   | приватний підприємець                                      |
| 16       | Яковлєва Надія Василівна               | 05.11.2010            | середня            | позапартійна           | тимчасово не працює                                        |
| 17       | Бондар Надія Василівна                 | 05.11.2010            | середня спеціальна | позапартійна           | приватний підприємець                                      |
| 18       | Шуригін Василь Анатолійович            | 05.11.2010            | середня            | позапартійний          | ВАТ «Отрадівська птахофабрика», інженер-будівельник        |
| 19       | Бабич Надія Володимирівна              | 05.11.2010            | вища               | позапартійна           | Болгарська загальноосвітня школа, завідувачка              |
| 20       | Машковский Євгеній Дмитрович           | 05.11.2010            | вища               | член Партії регіонів   | Болгарська загальноосвітня школа                           |